# إيسكو
فرانسيسكو رومان ألاركون سواريز (بالإسبانية: Francisco Román Alarcón Suárez) (تلفظ بالإسبانية: /fɾanˈθisko roˈman alaɾˈkon ˈswaɾeθ/؛ مواليد 21 أبريل 1992) والمعروف بـ إيسكو (تلفظ بالإسبانية: /ˈisko/)، هو لاعب كرة قدم إسباني يلعب كلاعب خط وسط مهاجم لنادي ريال بيتيس في الدوري الإسباني.
بدأ مسيرته مع فالنسيا، حيث لعب بشكل أساسي مع الفريق الاحتياطي، قبل أن ينضم إلى ملقا في عام 2011. حصل إيسكو مع ملقا على جائزة الفتى الذهبي في عام 2012، وإنتقل إلى ريال مدريد مقابل 30 مليون يورو في يونيو 2013، والذي كان معه فاز بـ16 بطولة رئيسية بما في ذلك خمسة ألقاب في دوري أبطال أوروبا، وثلاثة القاب في الدوري الإسباني، ولقب وحيد في كأس ملك إسبانيا وأربعة ألقاب في كأس العالم للأندية.
مثَّل إيسكو إسبانيا على مختلف الفئات السنية، من ضمنها المشاركة في دورة الألعاب الأولمبية 2012، وشارك لأول مرة مع المنتخب الأول في عام 2013، وشارك لاحقًا في كأس العالم 2018.

## مسيرته الكروية

### فالنسيا
هو لاعب خريج من مدرسة فالنسيا للشباب، ولعب مع الفريق الأول لفالنسيا في 20 نوفمبر 2010 ضد نادي لوغرونييس في كأس ملك إسبانيا، وسجل هدفين على أرض لفريقه فالنسيا في مباراة الذهاب على أرض فريقه من أصل مجموع المبارتين 7–1. قضى موسم كامل مع فريق فالنسيا ب في الدرجة الثالثة، ولعب 25 مباراة ومع ذلك هبط فريقه للدرجة الرابعة. إيسكو لعب لأول مرة في الدوري الإسباني في 14 نوفمبر 2010، لـ20 دقيقة في مباراة نادي فالنسيا التي فاز بها على نادي خيتافي بعد نزوله كبديل لأدوريز.

### ملقا
وفي منتصف شهر يوليو، وبعد أن ساعد فالنسيا ب في العودة لدوري الدرجة الثالثة بتسجيله 15 هدفآ، انتقل إيسكو لملقا بعقد مدته 5 سنوات، مع حق فالنسيا في إعادة شراء اللاعب مقابل 6 ملايين يورو، وسجل أول هدف له مع فريقه الجديد ملقا في 21 نوفمبر 2011 عندما فاز ملقا خارج أرضه على راسينغ سانتاندير بنتيجة 3–1، وفي الجولة التي تليها سجل هدف ضد فياريال وشارك في فوز ملقا بنتيجة 2–1.
وأنهى موسمه الأول مع ملقا بتسجيله 5 أهداف في 32 مباراة، ليقود ملقا للتأهل لدوري أبطال أوروبا للمرة الأولى في تاريخه. في 18 يوليو 2012 شارك إيسكو في أول مباراة له وملقا في دوري أبطال أوروبا إيسكو سجل هدفين من وساهم في فوز فريقه على زينيت سان بطرسبرغ بنتيجة 3–0، واختير أفضل لاعب في المباراة رجل المباراة. وفي 22 ديسمبر 2012 سجل الهدف الأول خلال فوز فريقه ملقا على ريال مدريد في ملعب لا روزاليدا بنتيجة 3–2، وقاد ملقا لأول انتصار على ريال مدريد منذ 29 عام.وفي ديسمبر 2012 حصل على جائزة الفتى الذهبي بعد منافسة على الجائزة مع ستيفان الشعراوي وتيبو كورتوا. وفي 28 يناير 2012 بدد ملقا كل التكهنات التي تحيط بمستقبل لاعبه بعد أن جدد العقد مع لاعبه وأصبحت قيمة الشرط الجزائي 35 مليون يورو.
وسجل هدفه الثالث عشر مع ملقا يوم 13 مارس 2013 في المباراة الأولى ضد بورتو على أرض ملقا، وتأهل رفقاء إيسكو للدور المقبل من بطولة دوري أبطال أوروبا. وفي يوم 17 يونيو 2013 أكد إيسكو أنه تلقى عروضآ من ريال مدريد ومانشستر سيتي، لكنه أوضح انه سيتخذ القرار النهائي بشأن مستقبله بعد نهاية كأس الأمم الأوروبية تحت 21 عاما.

### ريال مدريد

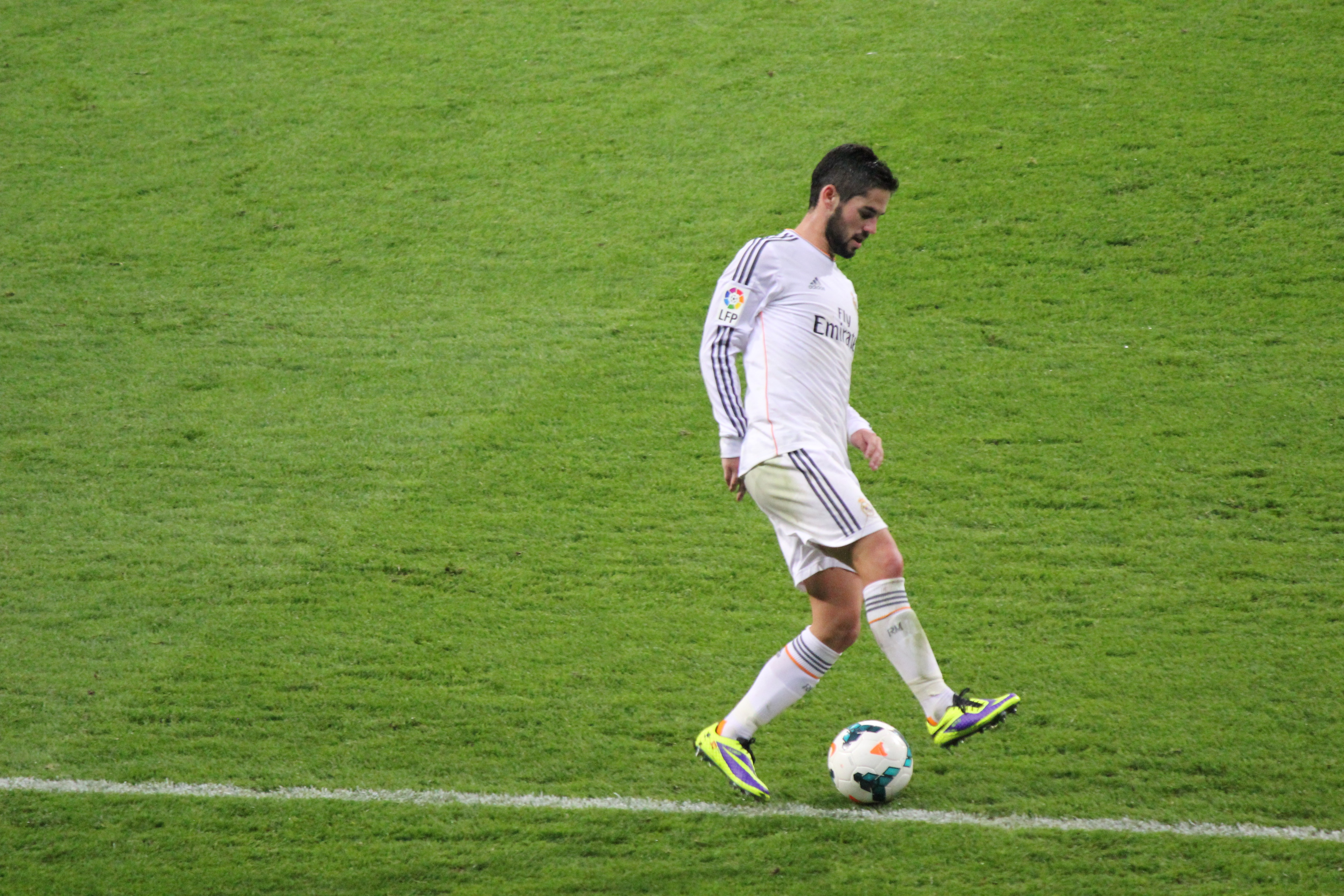
إيسكو مع ريال مدريد في 2013.

في يوم الخميس 17 يونيو 2013 أعلن نادي ريال مدريد الإسباني وعلى موقعه الرسمي على الشبكة العنكبوتية تعاقده رسميآ مع إيسكو ألاركون من ملقا مقابل 30 مليون يورو ليعزز صفوف النادي الملكي، وجاء هذا التعاقد بعد صراع بين ريال مدريد ومانشستر سيتي على اللاعب، ولكن ريال مدريد حسم الصفقة لصالحه، ووقع إيسكو للريال بعد يوم واحد من تقديم الإيطالي كارلو أنشيلوتي كمدرب لريال مدريد.
في 18 أغسطس 2013، شارك إيسكو لأول مرة مع المرينغي، وسجل وصنع هدفي الفوز في المباراة 2–1 أمام ريال بيتيس. واصل مستواه المميز عن طريق تسجيل هدفين في مرمى أتلتيك بيلباو في 1 سبتمبر (أنتهت بالفوز 3–1، على ملعب سانتياغو برنابيو أيضا ).
على الرغم من استمراره في التسجيل بانتظام عند مشاركته الا انه لعب بشكل أقل في الفريق الأول بسبب عدم تناسب أسلوب لعبه في خطة 4–3–3، لكن أنشيلوتي ذكر أنها «مشكلة مؤقتة». سجل 11 هدفاً في 53 مباراة رسمية في موسمه الأول، من ضمنها مشاركته في 61 دقيقة في نهائي دوري أبطال أوروبا عندما فاز فريقه 4–1 على أتلتيكو مدريد.

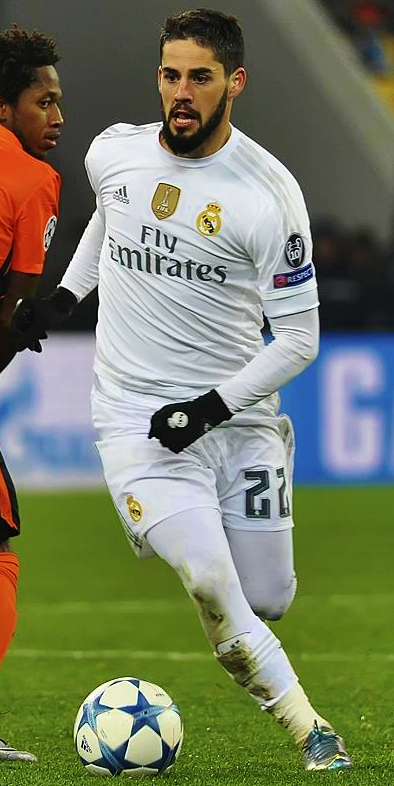
إيسكو يلعب مع ريال مدريد ضد شاختار دونيتسك في دوري أبطال أوروبا 2015–16.

شارك إيسكو في مباراته الأولى لموسم 2014–15 ضد ريال سوسييداد، وسجل أول هدف في مباراة الفوز 4–1 ضد ألميريا في 12 ديسمبر 2014. كان لاعباً أساسياً في عندما فاز ريال مدريد ببطولة كأس العالم للأندية، وسجل الهدف الأخير في مباراة الفوز 4–0 في الدور نصف النهائي ضد كروز آزول. كان أدائه خلال الموسم قد أكسبه الكثير من الاستحسان، وتمت مقارنته مع زين الدين زيدان من قبل الأسطورة الفرنسية نفسه.
قبل بداية موسم 2015–16، غيّر إيسكو رقم قميصه من 23 إلى 22، والذي كان يرتديه سابقا مع ملقا. في 21 نوفمبر 2015 وفي مباراة الخسارة 0–4 على أرضه أمام برشلونة في الكلاسيكو، تم طرده في الدقيقة 84 بسبب تدخله على نيمار. سجل هدفين في 2 ديسمبر، حيث فاز الفريق 3–1 قادش في مباراة الذهاب من دور الـ32 في كأس ملك إسبانيا. كان إيسكو يشارك بشكل متقطّع عندما فاز الفريق ببطولة دوري أبطال أوروبا 2015–16.
في 11 فبراير 2017، سجل ايسكو الهدف رقم 100 لريال مدريد في هذا الموسم في مباراة الفوز 3–1 على مضيفه أوساسونا.
شارك في 30 مباراة في الدوري الإسباني خلال موسم 2016–17، حيث فاز ريال مدريد بلقب الدوري، كما شارك كأساسي في نهائي دوري أبطال أوروبا ضد يوفنتوس، والتي فاز فيها ريال مدريد 4–1.
في 8 أغسطس 2017، سجل إيسكو هدف في كأس السوبر الأوروبي، ليساهم في فوز ريال مدريد 2–1 على مانشستر يونايتد. وبسبب أدائه حصل على جائزة رجل المباراة.
في 14 سبتمبر 2017، وقع عقدًا جديدًا مع ريال مدريد يبقيه في النادي حتى يونيو 2022. خلال دوري أبطال أوروبا 2017–18 شارك في 11 مباراة، وفاز ريال مدريد باللقب الثالث على التوالي والـ13 في تاريخه بالبطولة بعد فوزه بالنهائي على ليفربول.
شارك في 23 مباراة خلال موسم الدوري، حيث فاز ريال مدريد بلقب الدوري الإسباني لموسم 2019–20.

## مسيرته الدولية

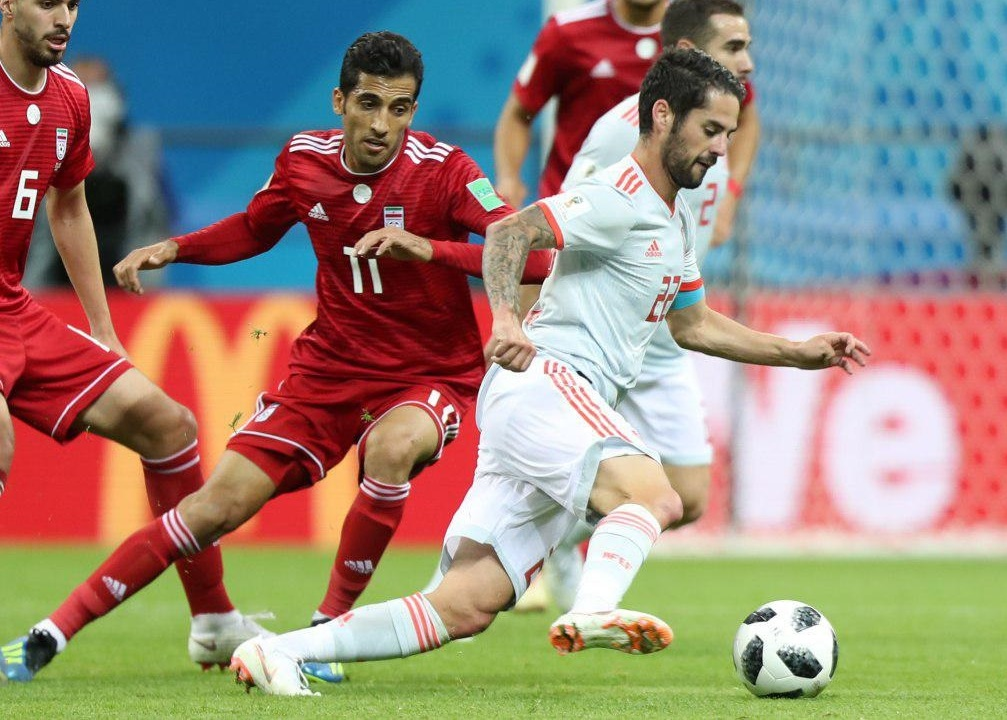
إيسكو يلعب مع إسبانيا ضد إيران في كأس العالم 2018.

شارك إيسكو مع منتخب إسبانيا تحت 17 سنة في كأس العالم تحت 17 سنة 2009، وسجلت ثلاث أهداف، حيث احتل المركز الثالث. في عام 2011، مثل منتخب بلاده – مع زميله في نادي مالقا خوسيه لويس غارسيا – في كأس العالم تحت 20 التي أقيمت في كولومبيا، وسجل هدفًا واحدًا قبل أن يتم إقصاءهم من دور ربع النهائي.
في 28 فبراير 2012 أستدعي إيسكو إلى منتخب إسبانيا تحت 23 سنة للمشاركة في مباراة ودية ضد مصر، ولكنه بقي حبيسآ لمقاعد البدلاء في تلك المباراة.
يوم 15 مايو 2012 استدعي إيسكو للمرة الأولى إلى المنتخب الأول للمشاركة في مباراتين وديتين ضد صربيا وكوريا الجنوبية، ولكن لم يشارك في أي من المباراتين. في يوليو، شارك مع منتخب إسبانيا تحت 23 في الألعاب الأولمبية في لندن، شارك في جميع المباريات حيث تم إقصاءهم دون أن يسجلوا أي هدف.
في 6 فبراير 2013 إيسكو أخيرا شارك في أول مباراة له مع المنتخب الإسباني الأول، ولعب آخر 30 دقيقة في الفوز 3–1 على الأوروغواي في الدوحة، قطر. وفي تلك السنة أيضًا، شارك في بطولة أوروبا تحت 21 سنة في إسرائيل، وسجل في المباراة النهائية وانتهى من البطولة مع الحذاء البرونزي (3 أهداف)، وتم اختياره من ضمن فريق البطولة. سجل إيسكو أول هدف دولي له في مباراة تصفيات بطولة أمم أوروبا 2016 ضد بيلاروسيا في ولبة في 15 نوفمبر 2014، ليفوز المنتخب بنتيجة 3–0.
سجل إيسكو أول هاتريك دولي له مع إسبانيا في 27 مارس 2018، حيث سجله في مرمى الأرجنتين في المباراة الودية التي أنتهت بالفوز 6–1.
في مايو 2018، تم اختيار إيسكو في التشكيلة النهائية المكونة من 23 لاعب للمشاركة في كأس العالم 2018. سجل هدف وحيد في البطولة أمام المغرب في دور المجموعات، وتم إقصاء منتخبه في دور الـ16 من قبل المستضيف روسيا.

## الإحصائيات

### النادي
آخر تحديث 19 يوليو 2020.
| النادي          | الموسم   | الدوري    | الدوري  | الكأس     | الكأس   | أوروبا    | أوروبا  | أخرى1     | أخرى1   | المجموع   | المجموع |
| النادي          | الموسم   | المباريات | الأهداف | المباريات | الأهداف | المباريات | الأهداف | المباريات | الأهداف | المباريات | الأهداف |
| --------------- | -------- | --------- | ------- | --------- | ------- | --------- | ------- | --------- | ------- | --------- | ------- |
| فالنسيا ميستايا | 2009–10  | 26        | 1       | —         | —       | —         | —       | —         | —       | 26        | 1       |
| فالنسيا ميستايا | 2010–11  | 26        | 15      | —         | —       | —         | —       | 2         | 0       | 28        | 15      |
| فالنسيا ميستايا | المجموع  | 52        | 16      | 0         | 0       | 0         | 0       | 2         | 0       | 54        | 16      |
| فالنسيا         | 2010–11  | 4         | 0       | 1         | 2       | 2         | 0       | —         | —       | 7         | 2       |
| ملقا            | 2011–12  | 32        | 5       | 3         | 0       | —         | —       | —         | —       | 35        | 5       |
| ملقا            | 2012–13  | 37        | 9       | 0         | 0       | 10        | 3       | —         | —       | 47        | 12      |
| ملقا            | المجموع  | 69        | 14      | 3         | 0       | 10        | 3       | —         | —       | 82        | 17      |
| ريال مدريد      | 2013–14  | 32        | 8       | 9         | 0       | 12        | 3       | —         | —       | 53        | 11      |
| ريال مدريد      | 2014–15  | 34        | 4       | 4         | 1       | 11        | 0       | 4         | 1       | 53        | 6       |
| ريال مدريد      | 2015–16  | 31        | 3       | 1         | 2       | 11        | 0       | —         | —       | 43        | 5       |
| ريال مدريد      | 2016–17  | 30        | 10      | 4         | 0       | 6         | 1       | 2         | 0       | 42        | 11      |
| ريال مدريد      | 2017–18  | 30        | 7       | 4         | 1       | 11        | 0       | 4         | 1       | 49        | 9       |
| ريال مدريد      | 2018–19  | 27        | 3       | 4         | 2       | 4         | 1       | 2         | 0       | 37        | 6       |
| ريال مدريد      | 2019–20  | 23        | 1       | 1         | 0       | 4         | 1       | 2         | 1       | 30        | 3       |
| ريال مدريد      | المجموع  | 207       | 36      | 27        | 6       | 59        | 6       | 14        | 3       | 307       | 51      |
| الإجمالي        | الإجمالي | 332       | 66      | 31        | 8       | 71        | 9       | 16        | 3       | 450       | 86      |

1 تشمل المباراة الفاصلة في دوري الدرجة الثالثة 2011، كأس السوبر الإسباني، كأس السوبر الأوروبي وكأس العالم للأندية.

### المنتخب
آخر تحديث 10 يونيو 2019.
| 2013    | 2  | 0  |
| 2014    | 4  | 1  |
| 2015    | 6  | 0  |
| 2016    | 5  | 1  |
| 2017    | 8  | 5  |
| 2018    | 11 | 5  |
| 2019    | 2  | 0  |
| المجموع | 38 | 12 |

#### الأهداف الدولية
قائمة الأهداف والنتائج مع منتخب إسبانيا الأول.
| #  | التاريخ        | المكان                                    | الخصم      | الهدف | النتيجة | المسابقة                       |
| -- | -------------- | ----------------------------------------- | ---------- | ----- | ------- | ------------------------------ |
| 1  | 15 نوفمبر 2014 | نويفو كولومبينو، ولبة، إسبانيا            | بيلاروس    | 1–0   | 3–0     | تصفيات بطولة أمم أوروبا 2016   |
| 2  | 15 نوفمبر 2016 | ويمبلي، لندن، إنجلترا                     | إنجلترا    | 2–2   | 2–2     | ودية                           |
| 3  | 24 مارس 2017   | إل مولينون، خيخون، إسبانيا                | إسرائيل    | 4–1   | 4–1     | تصفيات كأس العالم 2018         |
| 4  | 2 سبتمبر 2017  | سانتياغو برنابيو، مدريد، إسبانيا          | إيطاليا    | 1–0   | 3–0     | تصفيات كأس العالم 2018         |
| 5  | 2 سبتمبر 2017  | سانتياغو برنابيو، مدريد، إسبانيا          | إيطاليا    | 2–0   | 3–0     | تصفيات كأس العالم 2018         |
| 6  | 5 سبتمبر 2017  | راين بارك، فادوتس، ليختنشتاين             | ليختنشتاين | 4–0   | 8–0     | تصفيات كأس العالم 2018         |
| 7  | 6 أكتوبر 2017  | خوسيه ريكو بيريز، أليكانتي، إسبانيا       | ألبانيا    | 2–0   | 3–0     | تصفيات كأس العالم 2018         |
| 8  | 27 مارس 2018   | ملعب واندا ميتروبوليتانو، مدريد، إسبانيا  | الأرجنتين  | 2–0   | 6–1     | ودية                           |
| 9  | 27 مارس 2018   | ملعب واندا ميتروبوليتانو، مدريد، إسبانيا  | الأرجنتين  | 3–1   | 6–1     | ودية                           |
| 10 | 27 مارس 2018   | ملعب واندا ميتروبوليتانو، مدريد، إسبانيا  | الأرجنتين  | 6–1   | 6–1     | ودية                           |
| 11 | 25 يونيو 2018  | ملعب كالينينغراد، كالينينغراد، روسيا      | المغرب     | 1–1   | 2–2     | كأس العالم 2018                |
| 12 | 11 سبتمبر 2018 | ملعب مانويل مارتينيز فاليرو، إلش، إسبانيا | كرواتيا    | 6–0   | 6–0     | دوري الأمم الأوروبية 2018–19 أ |

## الانجازات
ريال مدريد
- الدوري الإسباني: 2016–17،[41] 2019–20[42]، 2021–22[43]
- كأس السوبر الإسباني: 2017[44] 2019–20[45]، 2021–22[46]
- كأس ملك إسبانيا: 2013–14[47]
- دوري أبطال أوروبا: 2013–14،[48] 2015–16،[49] 2016–17،[50] 2017–18[51]، 2021–22[52]
- كأس السوبر الأوروبي: 2014،[53] 2016،[54] 2017[55]
- كأس العالم للأندية: 2014،[56] 2016،[57] 2017[58] 2018[59]

 إسبانيا تحت 17 سنة
- بطولة أوروبا تحت 17 سنة: المركز الثالث 2009

 إسبانيا تحت 21 سنة
- بطولة أوروبا تحت 21 سنة: 2013

الفردية
- جائزة الفتى الذهبي: 2012[25]
- أفضل لاعب صاعد في الدوري الإسباني: 2012[60]
- بطولة أوروبا تحت 17 سنة الحذاء البرونزي: 2013[61]
- بطولة أوروبا تحت 17 سنة تشكيلة البطولة: 2013[62]
- جائزة برافو: 2013[63]
- دوري أبطال أوروبا تشكيلة البطولة: 2016–17[64]
- فيفبرو التشكيلة الثانية: 2017[65]
- فيفبرو التشكيلة الثالثة: 2018[66]
- فيفبرو التشكيلة الخامسة: 2013[67]

## وصلات خارجية
- فرانشيسكو إيسكو على موقع الاتحاد الدولي (مؤرشف)  (الإنجليزية)
- فرانشيسكو إيسكو على موقع الاتحاد الأوربي (الإنجليزية)
- فرانشيسكو إيسكو على موقع إي إس بي إن إف سي (الإنجليزية)
- فرانشيسكو إيسكو على موقع قاعدة بيانات كرة القدم.إي يو (الإنجليزية)
- فرانشيسكو إيسكو على موقع بيانات كرة القدم. دي إي (الألمانية)
- فرانشيسكو إيسكو على موقع ليكيب (الفرنسية)
- فرانشيسكو إيسكو على موقع ناشيونال فوتبول تيمز (الإنجليزية)
- فرانشيسكو إيسكو على موقع Soccerbase.com (لاعب) (الإنجليزية)
- فرانشيسكو إيسكو على موقع Soccerway.com (الإنجليزية)
- فرانشيسكو إيسكو على موقع عالم كرة القدم.نت (الإنجليزية)
- إيسكو على فرق كرة القدم الوطنية.كوم